# كريس ارين
كريس ارين (بالإنجليزية: Chris Warren)‏ هو لاعب كرة قدم أمريكية أمريكي، ولد في 24 يناير 1967 في سيلفر سبرينغ في الولايات المتحدة.

## وصلات خارجية
- كريس ارين على موقع مرجع كرة القدم المحترفة.كوم (الإنجليزية)